# Sekhoane Mosabesha
Sekhoane Assa Mosabesha (ur. 3 października 1984 w Mapeleng Ha Mabote) – lesotyjski koszykarz, uczestnik Mistrzostw Afryki 2005.
W 2005 roku wziął udział w Mistrzostwach Afryki, gdzie reprezentacja Lesotho odpadła już po rundzie eliminacyjnej. Podczas tego turnieju wystąpił w czterech meczach, w których zdobył dwadzieścia punktów. Zanotował także pięć przechwytów, jeden blok, jedną asystę oraz siedem zbiórek ofensywnych i czternaście zbiórek defensywnych. Ponadto miał na swym koncie także dwanaście fauli i pięć strat. W sumie na parkiecie spędził około 107 minut.